# Mikel Merino
Mikel Merino, född 22 juni 1996, är en spansk fotbollsspelare som spelar för Arsenal i Premier League.

## Karriär
2014 slog Merino igenom i Osasuna. 2016 värvades Merino till Borussia Dortmund, där han inte riktigt lyckades slå igenom och blev året därpå utlånad till Newcastle United. I oktober 2017 värvades Merino av Newcastle efter en utköpsklausul som aktiverades efter 7 matcher spelade.
Den 12 juli 2018 värvades Merino av Real Sociedad.
Den 27 augusti 2024 skrev Merino på ett fyraårskontrakt med engelska klubben Arsenal.